# Kulle Raig
Kulle Raig (flicknamn Kulle-Küllike Alasi), född den 2 december 1940 i Tallinn, är en estnisk journalist, författare och kulturarrangör.

## Utbildning
Kulle Raig tog studenten från Tallinns 16. Gymnasium 1959. Hon tog examen från den finsk-ugriska avdelningen vid Tartu universitet 1964.

## Yrkesliv
Kulle Raig arbetade som guide och översättare på Intourist 1972−1975 och som finskspråkig redaktör på Eesti Raadio 1975−1989. Hon arbetade sedan som kulturredaktör på Yle i Finland (1990) och som chef för Estlands kulturcentrum i Helsingfors (1991). Hon var Estlands konsul i Helsingfors 1991−1992 och kultur- och pressrådgivare vid Helsingfors ambassad 1992−1998. Raig är grundaren av Estniska Institutet i Helsingfors och var organisationens chef 1995−1998. Hon var även generalsekreterare för Förbundet för finsk-estniska föreningar 1999−2006.

## Verk
- "Saaremaa valss", Varrak 2003 och uppdaterad utgåva 2015 (på finska "Saarenmaan valssi : Georg Otsin elämänkerta", 2002; på lettiska "Sāremā valsis : Georga Otsa dzīve", 2009; med ändringar och tillägg i ryska "Mister X", 2015)
- "Vikerkaare värvid", Varrak 2003 och Ekspress Meedia 2017 (på finska "Sateenkaaren värit : Lennart Meren elämä ystävien silmin", 2001)
- "Urho Kekkonen ja Eesti, K&K 2006 (som medförfattare) (på finska "Urho Kekkonen ja Viro / Pekka Lilja ja Kulle Raig", 2006)
- "Esimene üles", K&K 2009
- "Pikk teekond lähedale", K&K 2012 (på finska "Pitkä matka lähelle : naapuriksi vapaa Viro", 2011)

Dessutom har hon översatt böcker från finska till estniska samt från estniska till finska.

## Utmärkelser
- Statsvapnets orden, fjärde graden 2000
- Aino Kallas utmärkelse 2004

## Familj
Kulle Raig var gift med Peet Raig.